# 護国之寺

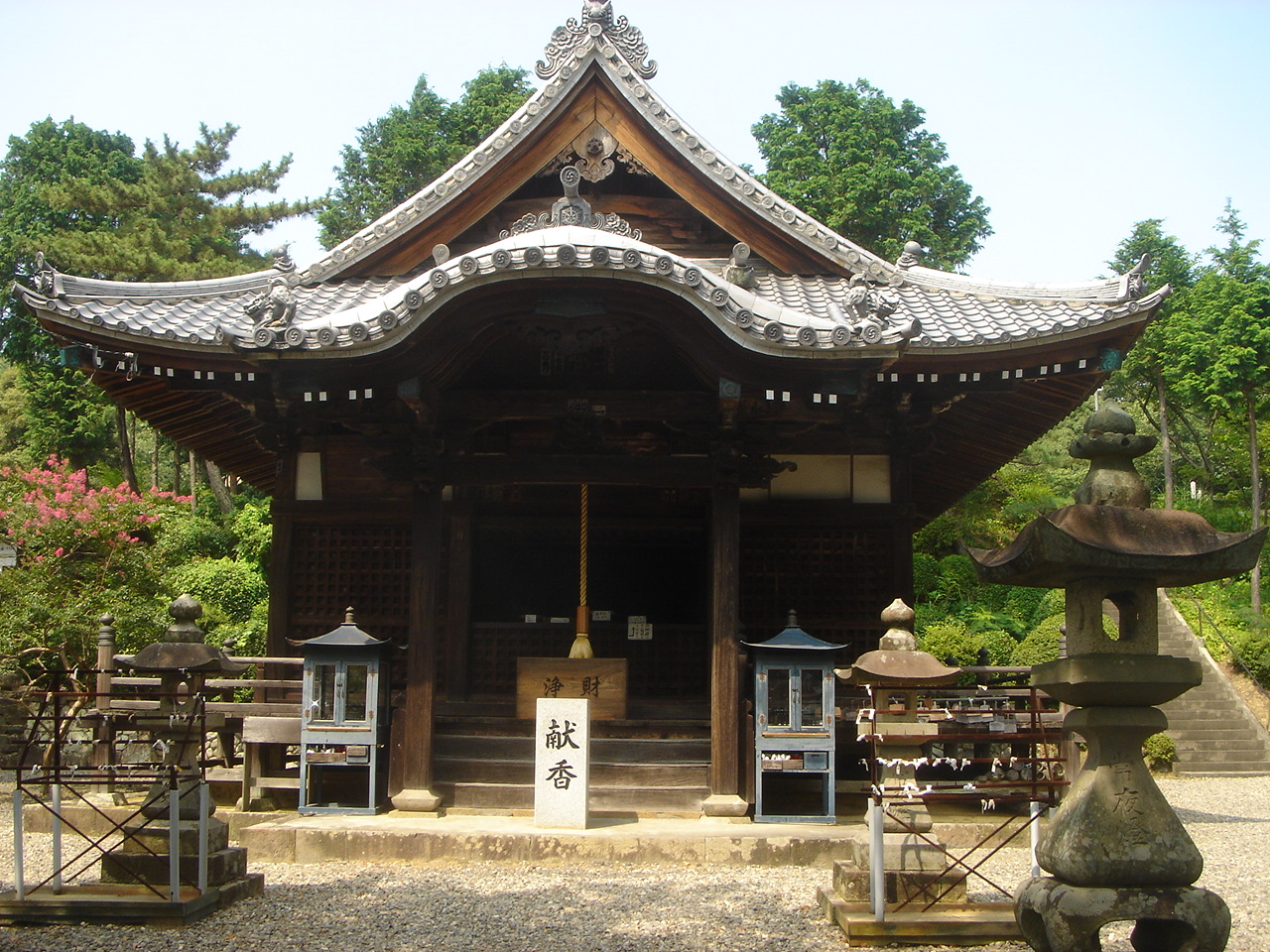
本堂

護国之寺（ごこくしじ）は、岐阜県岐阜市長良雄総にある高野山真言宗の寺院である。

## 概要
山号は雄総山（ゆうそうさん）。
本尊は十一面千手観世音菩薩。
美濃三十三観音霊場第十七番札所。美濃四国札所八十八番。美濃七福神（布袋尊）。国宝の金銅獅子唐草文鉢をはじめ、数多くの岐阜県、岐阜市指定重要文化財がある。

## 沿革
伝承によれば、746年（天平18年）、聖武天皇の勅命により行基が開山したという。この寺の開山に関しては、奈良の大仏造立に関わった「日野金丸」（ひのきんまろ）の伝説がある（後述）。
1590年（天正18年）、兵火により焼失する。江戸時代、再建が順次行われた。現在の建物は元文 - 宝暦年間の建立である。

## 日野金丸の伝説
上記の鉢に関して次のような伝承がある。聖武天皇は東大寺の大仏を造立するため、優れた仏師を探すための使者を日本各地に派遣する。その中で、美濃国に派遣された使者が芥見（現在の岐阜市）の願成寺に滞在した時、夢の中で、「明日の朝、最初に出会った人物が探している人物である」とのお告げを聞く。翌朝、美濃国雄総（現在の岐阜市）で使者が出会ったのは、川で牛を洗っていた日野金丸（ひのかねまろ）という童子であった。使者の前で、金丸はその場で粘土で仏像を作る。その出来の良さから使者は金丸を奈良へ連れて行く。金丸は大仏建立の責任者として活躍する。
大仏落慶法要の最中、突然、紫雲が現れ、空から音楽が流れ出した。そして空中から鉢が現れた。空から「釈尊がこの大仏造立の功績をたたえ、釈尊由来の鉢を授けることとなった」という言葉が聞こえてきた。聖武天皇は功績のあった日野金丸にこの鉢を授けた。金丸はこの鉢を納めるために、故郷に護国之寺を建立したという。日野金丸は死後、十一面千手観世音菩薩像となり、護国之寺の本尊となったとも伝えられている。
金丸については、次のような言い伝えもある。1970年代、この辺り（岐阜市日野）の郷土史について研究していた教師（山田）の話によると、金丸（金王丸）は護国之寺と長良川をはさんだ南（左岸）側にある日野（昭和初期までは右岸側の一部も日野村であった）の童子（故に日野金丸）で、お坊様（使者）が来た時に作った仏像は田んぼの土で作ったということである。大仏建立に貢献し授かった鉢を、初めは地元に建てたお堂に納めていたが、長良川の出水時に流されそうになったことから、対岸の高台に移したという。また、お堂があったとされる地区は、今でもその時の名残から堂後（どううしろ）と呼ばれている。

## 御朱印
岐阜市のまちづくり団体ひとひとの会によって企画され、2019年（令和元年）11月現在岐阜県内の13箇所において行われている「金の御朱印」企画に参加しており、毎月最終金曜日（プレミアムフライデー）限定で通常の御朱印とは異なる金をあしらった御朱印が発行されている。

## 文化財
国宝
- 金銅獅子唐草文鉢[5]
- 奈良時代作の仏鉢。径27.5cm、高さ14.5cm。銅製打ち出しで、表面には鍍金（金メッキ）が施され、外面には4頭の獅子と宝相華唐草文（ほうそうげからくさもん）が線刻されている。東大寺奈良の大仏落慶法要の際使用された御供物を入れる鉢といわれている。1915年（大正4年）3月26日に旧国宝（現行法における重要文化財）に指定され、1955年（昭和30年）2月2日に文化財保護法に基づく国宝に指定された。

岐阜県指定重要文化財
- 護国之寺宝篋印塔[6]
- 紙本著色鷹図六曲屏風（岐阜市歴史博物館寄託）[7]
- 塑造仏頭及び残欠[8]

岐阜市指定文化財
- 絹本著色勢至菩薩像[9]
- 絹本著色蓮台阿字[9]
- 絹本著色阿弥陀如来像[9]
- 絹本著色十三仏像[9]
- 絹本著色釈迦十六善神像[9]
- 絹本著色愛染明王像[9]
- 絹本著色不動明王像[9]
- 絹本著色両界曼荼羅図[9]
- 護国之寺縁起[9]
- 大般若経[9]
- 護国之寺楼門[9]
- 護国之寺奥之院[9]

## 参考画像

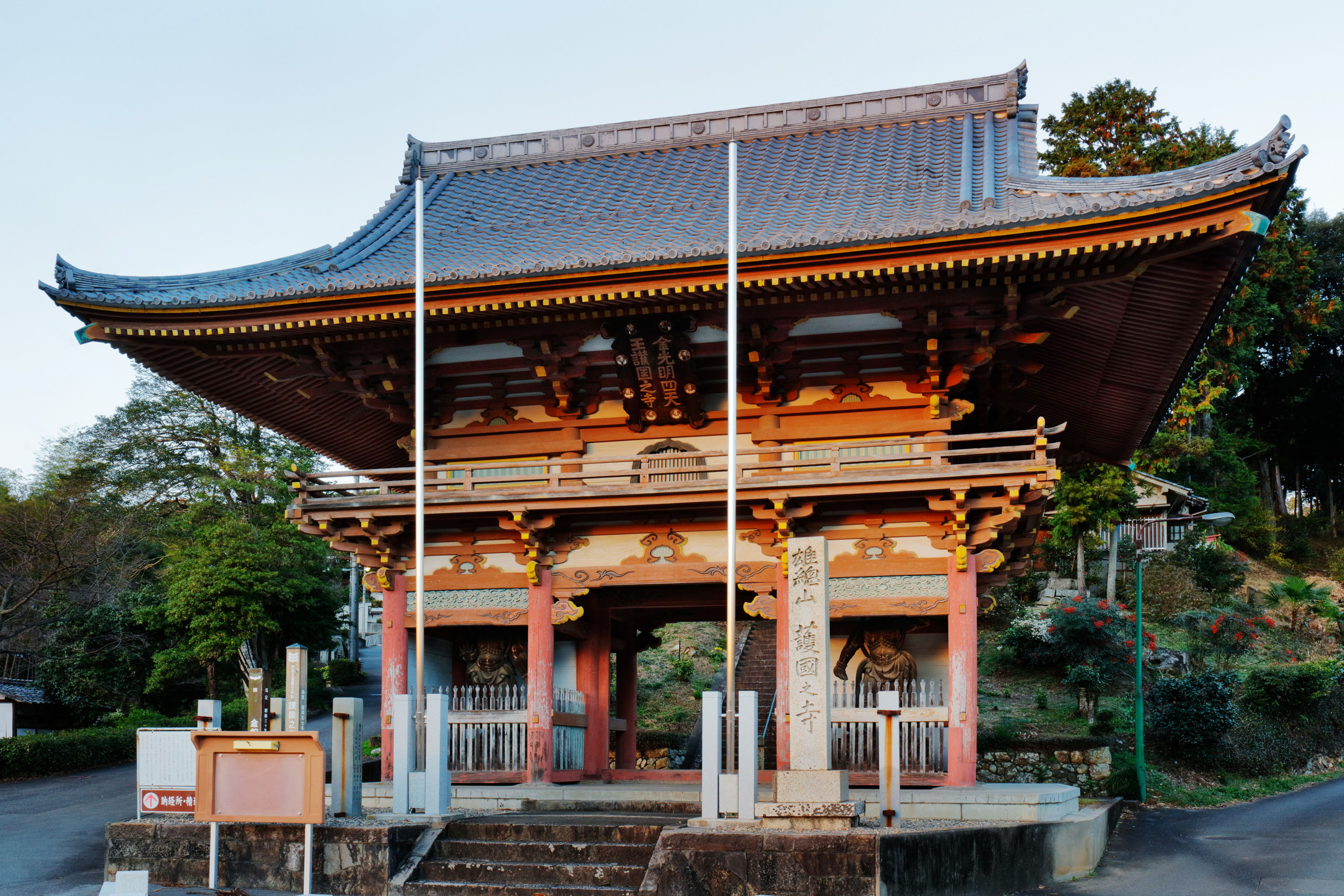
桜門
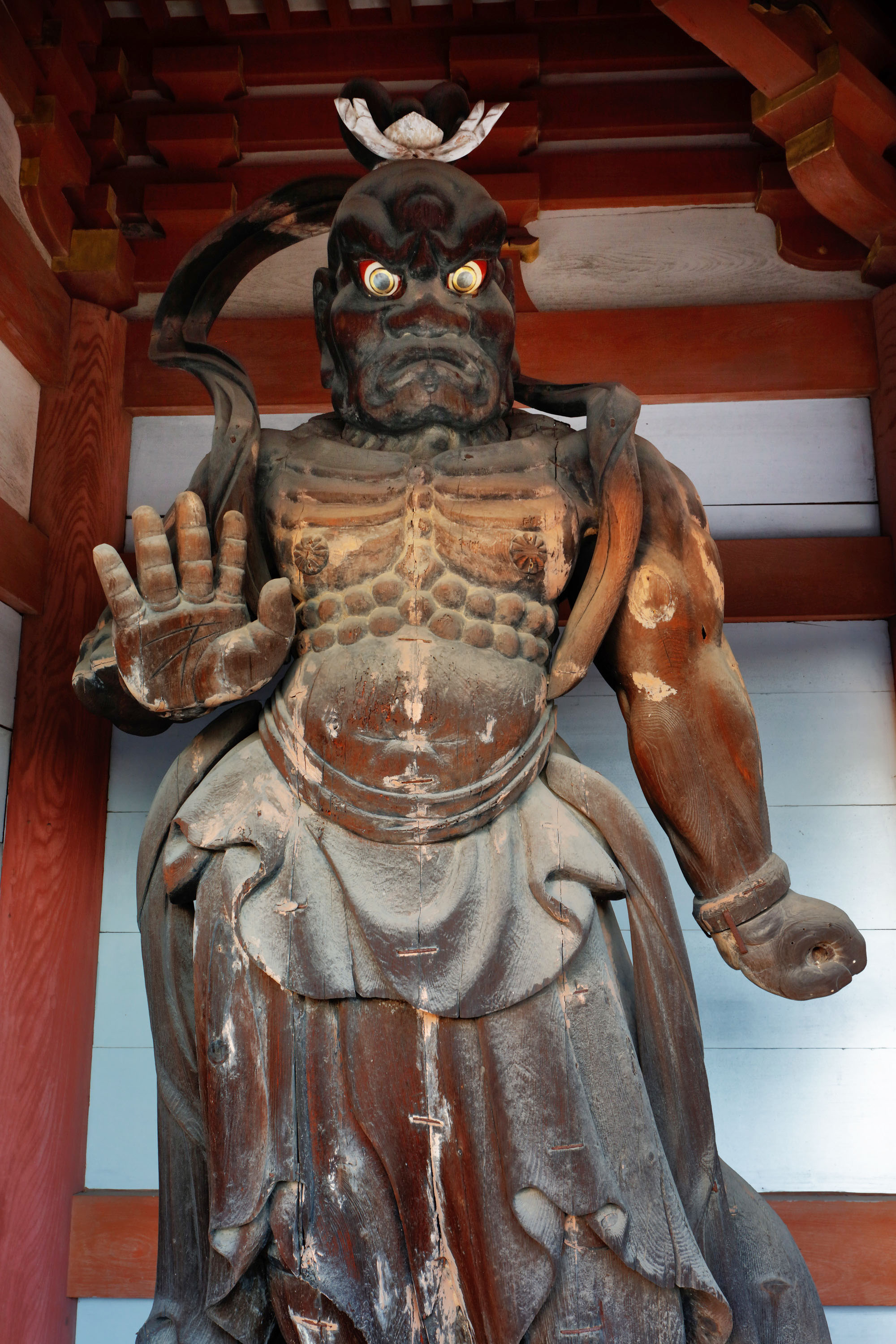
桜門の金剛力士像
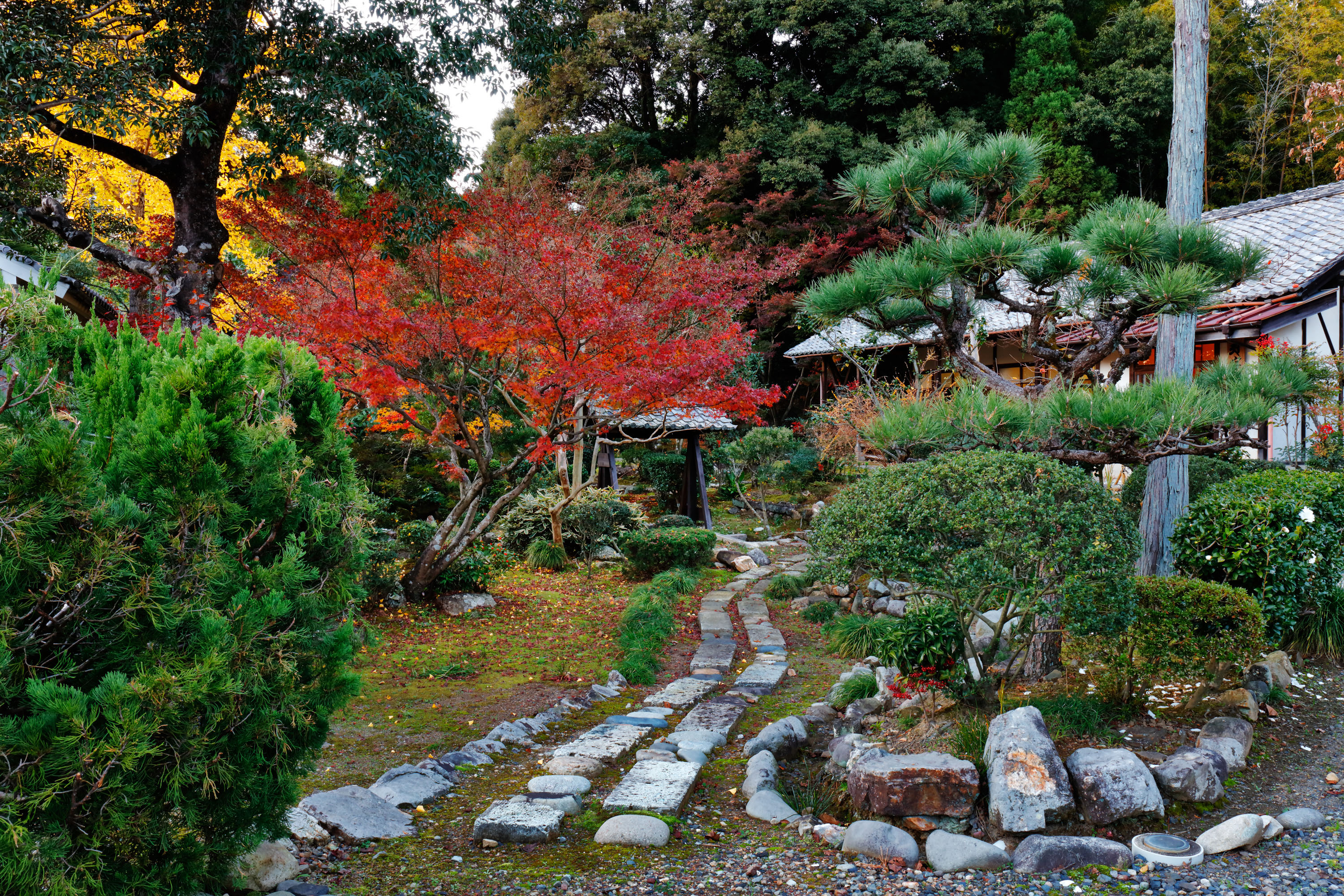
金比羅堂
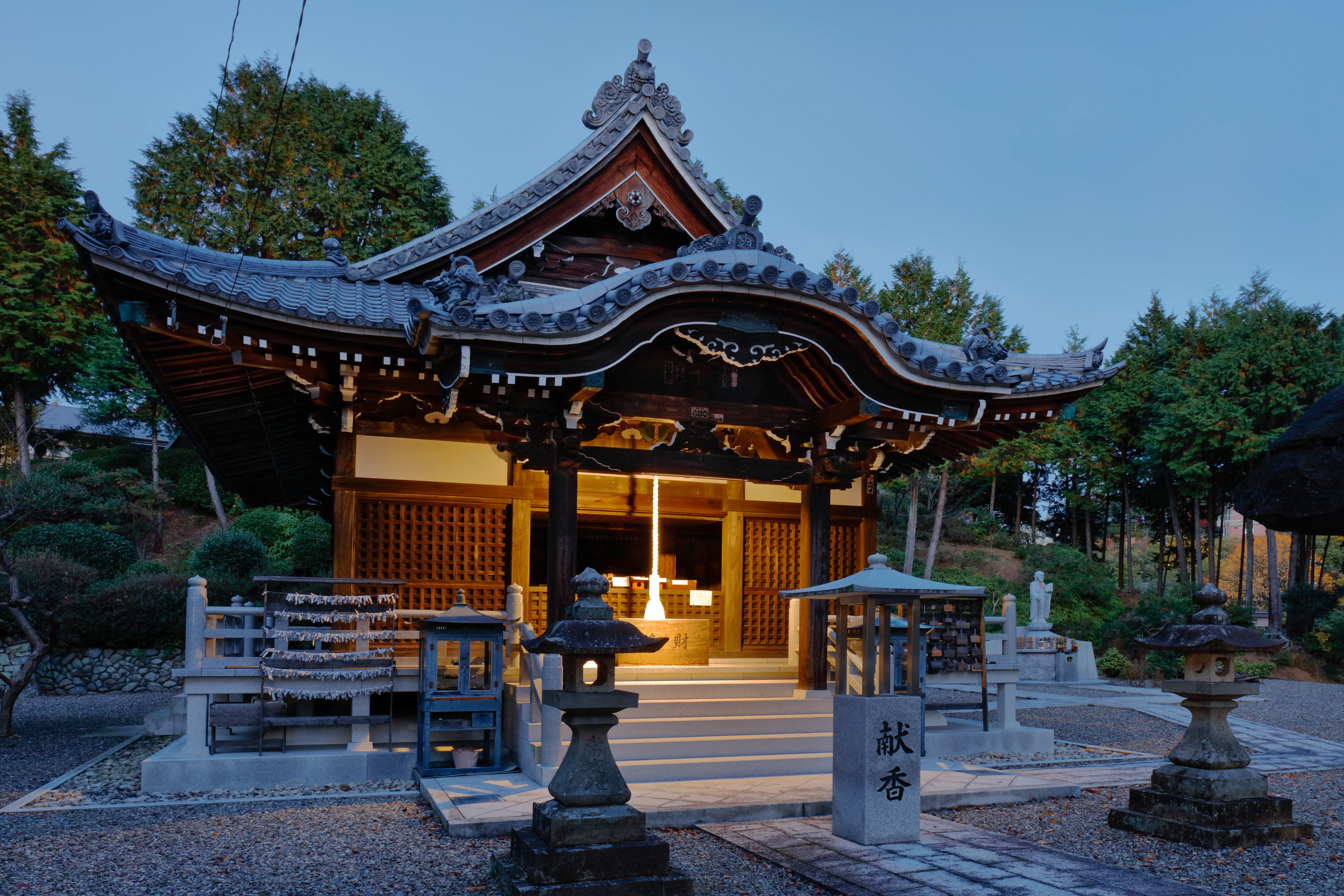
本堂
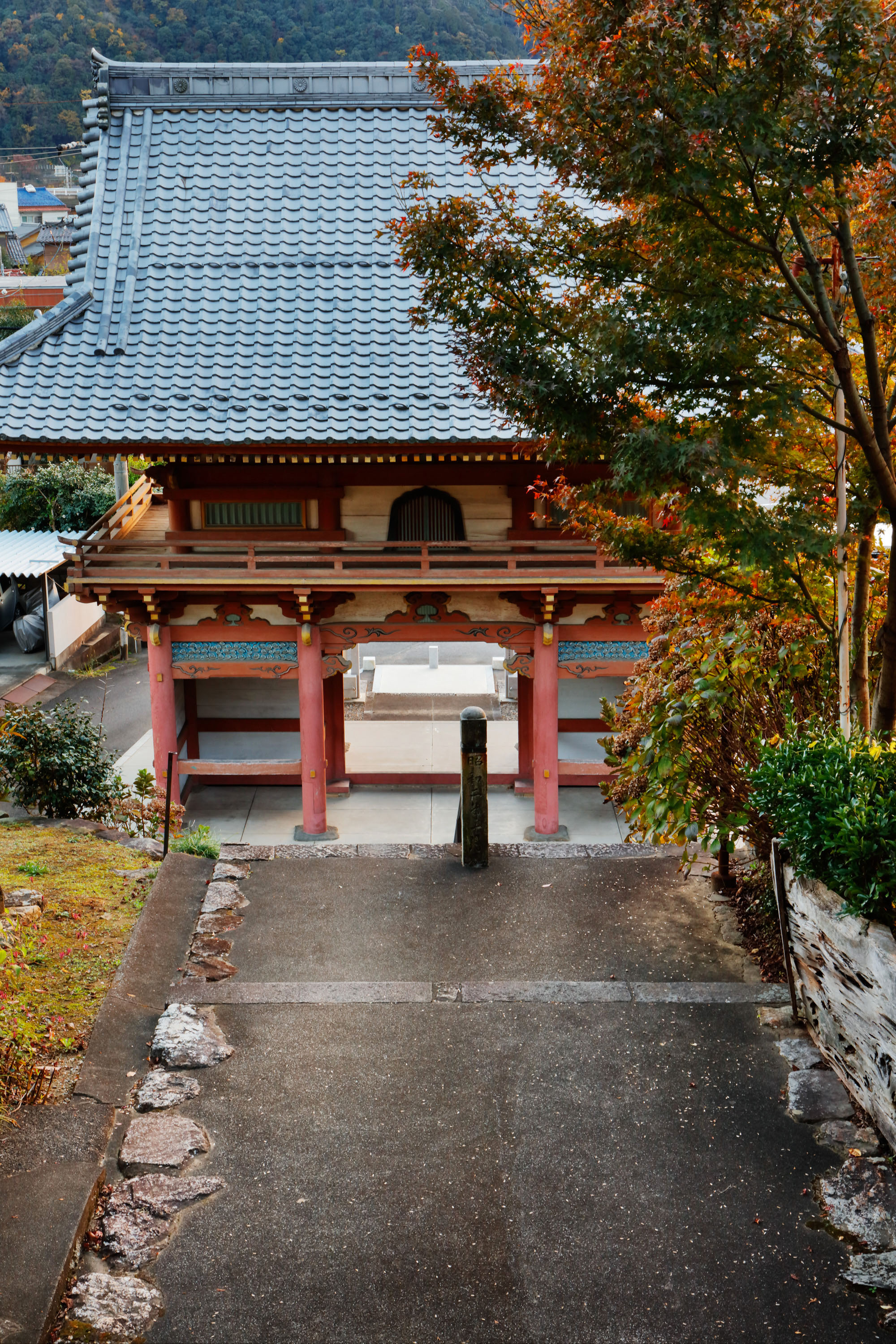
本堂より桜門を望む
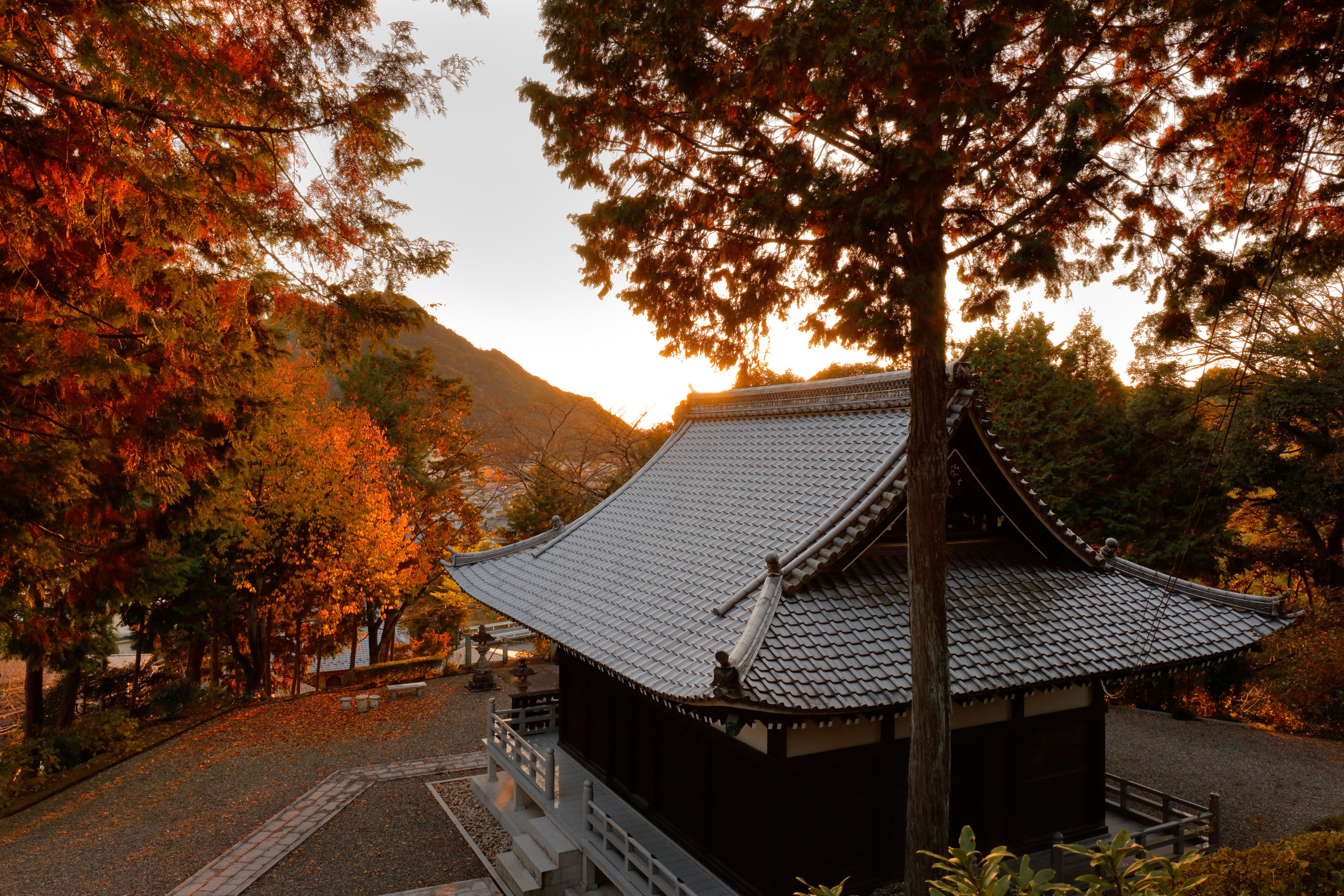
客殿より本堂を望む
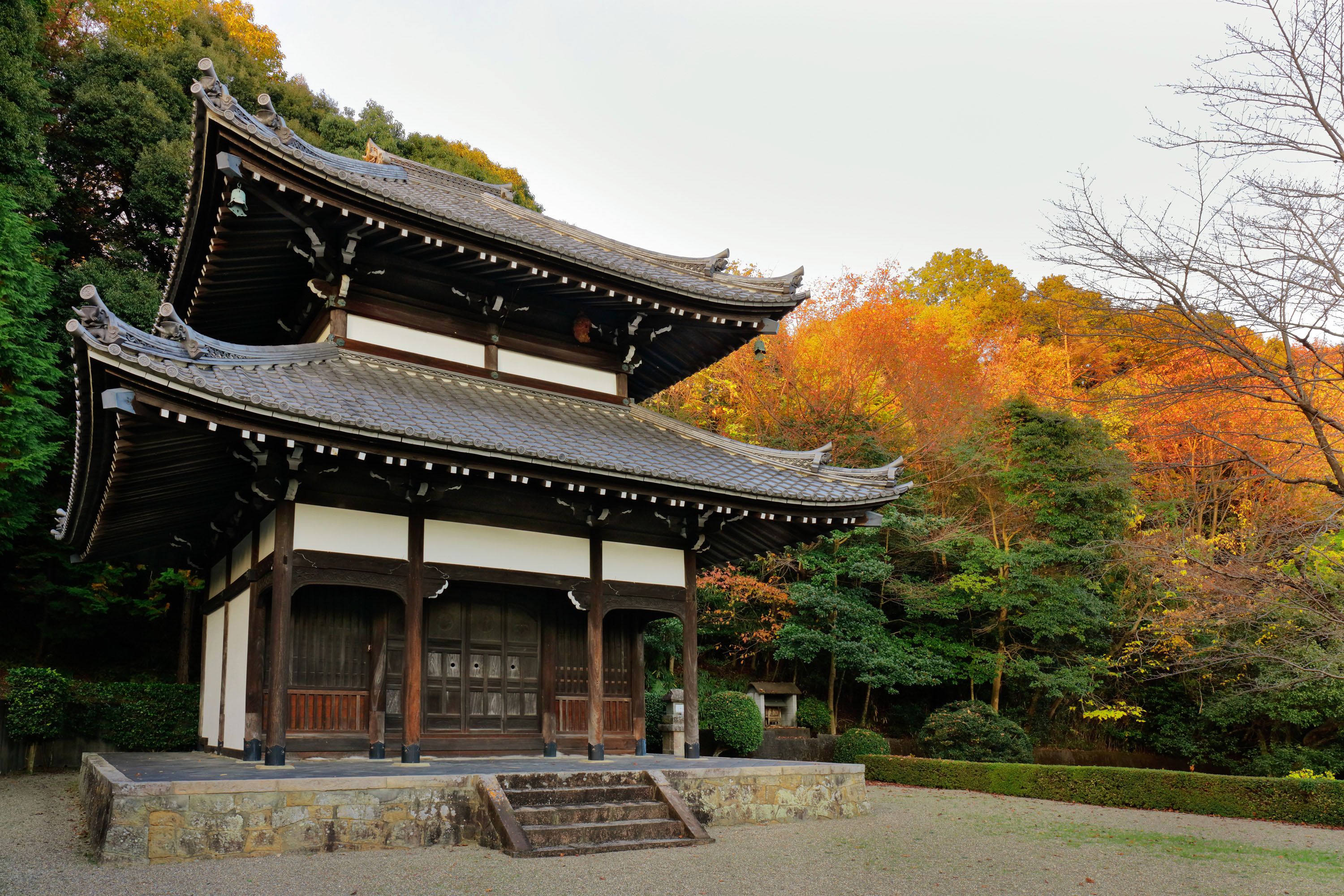
奥の院
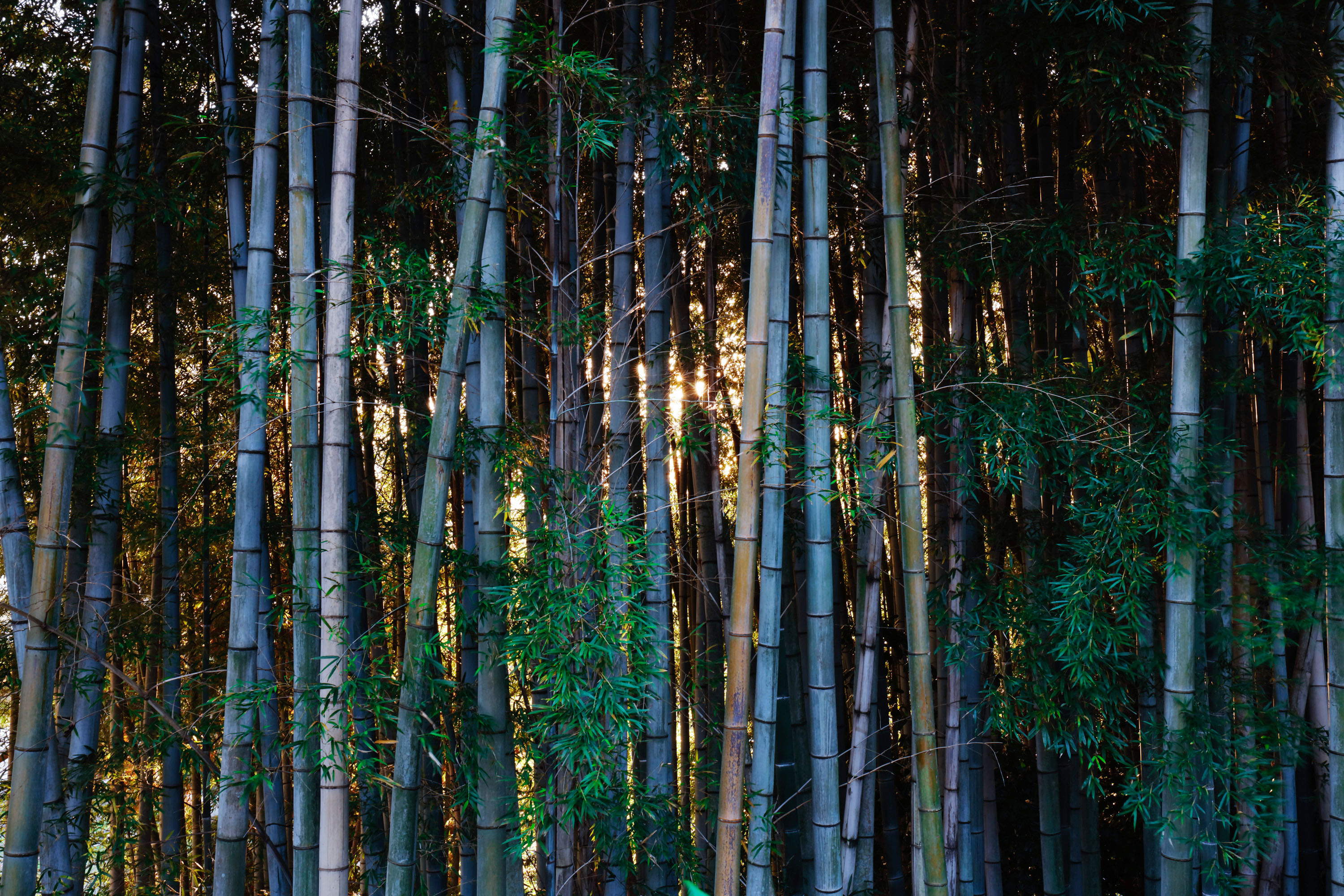
竹林

## 所在地
- 岐阜県岐阜市長良雄総194-1

## 交通アクセス
岐阜バス
- 「おぶさ」バス停が最寄りである。下車後徒歩で約1分。
  - JR岐阜駅バスターミナル：12番のりば「おぶさ」行きに乗車。
  - 名鉄岐阜のりば：4番のりば「おぶさ」行きに乗車。